# 太極張三豐 (電影)
《太極張三豐》是一部1993年袁和平执导的香港古裝动作片。袁和平、袁祥仁和谷軒昭任动作指导，李連杰、錢小豪和楊紫瓊主演。

## 剧情
明正德年間，张君宝与董天宝是少林寺覺遠禪師（劉洵飾）門下的一對弟子，君宝（李連杰飾）生性善良忠厚，天宝（錢小豪飾）则好勝好強，两人苦修多年，練出一身好武藝，參加了「羅漢堂」比武大會，希望能夠進入少林寺的武學殿堂「達摩院」進修，但因主考官「首座师伯」（于海飾）偏袒自己門下弟子，天宝不平，被首座擺出羅漢陣追殺，師父覺遠將兩人救出少林寺，並直指天寶為人好勝逞鬥，送了一本《氣功心法》給他，希望天寶能夠靠著此書而明心見性。君宝、天宝兩人還俗，假扮契丹、女真人躲避官府追查鬧市打人，順便賣藝為生。誰知遇上了宦官刘瑾（孫建魁飾）的隊伍，刘瑾深受皇帝寵信，貪污腐敗，徵斂無度，四處殺害良民，君宝与天宝在俠女小冬瓜（袁潔瑩飾）的引薦下，加入了反對刘瑾的「佛笑樓」，天寶也愛上了明艷可愛的小冬瓜。
「佛笑樓」表面是間客棧，事實上是個俠盜革命組織，他們時常劫掠刘瑾的府庫，並把獲得的銀兩贈送給貧民。歌女秋雪（楊紫瓊飾）因為丈夫被劉瑾的妹妹招贅，而遭到遺棄，也加入了佛笑樓。佛笑樓的軍師是凌道長（袁祥仁飾），自稱是販售香火符的火居道士，隱藏自己的身份。此時天寶加入了刘瑾的部隊當臥底，說要與「佛笑樓」的眾志士合作，誅滅刘瑾，誰知天寶是雙面間諜，誘殺了佛笑樓大量的仁人志士，並為了諂媚劉瑾而殺死了小冬瓜，劉瑾大喜，封天寶為錦衣衛安撫使。
佛笑樓的志士們死傷殆盡，其餘也都歸隱山林，只剩下君寶、秋雪、凌道長三人，君宝由於被一生的知交出賣，受此打擊，變成瘋子，每日三餐都瘋癲不堪，凌道長於是叫他為「三瘋」（三丰）。三人雖然已經不再行動，但是天寶無意放過三丰，拚命搜查三丰的下落，三丰在秋雪的帮助下，从其师傅的《氣功心法》中悟出一套武林奇功“太极拳”，打敗了天宝，拯救了許多百姓；並隱居於武當山，開創了武當派，最终成为一代大侠“太极张三丰”。

## 演员表
| 演員   | 角色             | 粵語配音 | 備註                         |
| 李連杰 | 張君寶（張三丰） | 陳欣     |                              |
| 錢小豪 | 董天寶           | 謝君豪   |                              |
| 楊紫瓊 | 秋雪             | 劉雅麗   | 卖艺的歌女                   |
| 袁潔瑩 | 小冬瓜           | 馮蔚衡   | 天寶喜欢的女人，死于天寶之手 |
| 于彥凱 | 打鐵佬           | 楊英偉   |                              |
| 海     | 羅漢堂首座       | 李子瞻   |                              |
| 袁祥仁 | 凌道長           | 周志輝   |                              |
| 劉洵   | 覺遠             | 高翰文   | 君寶與天寶的啟蒙師父         |
| 孫建魁 | 劉瑾             | 李偉英   | 太监                         |

## 奖项
- 第三十屆金馬獎

- 入圍最佳動作指導 - 袁和平、袁祥仁、谷軒昭
- 入圍最佳剪接 - 林安兒